# Benito Casagrande

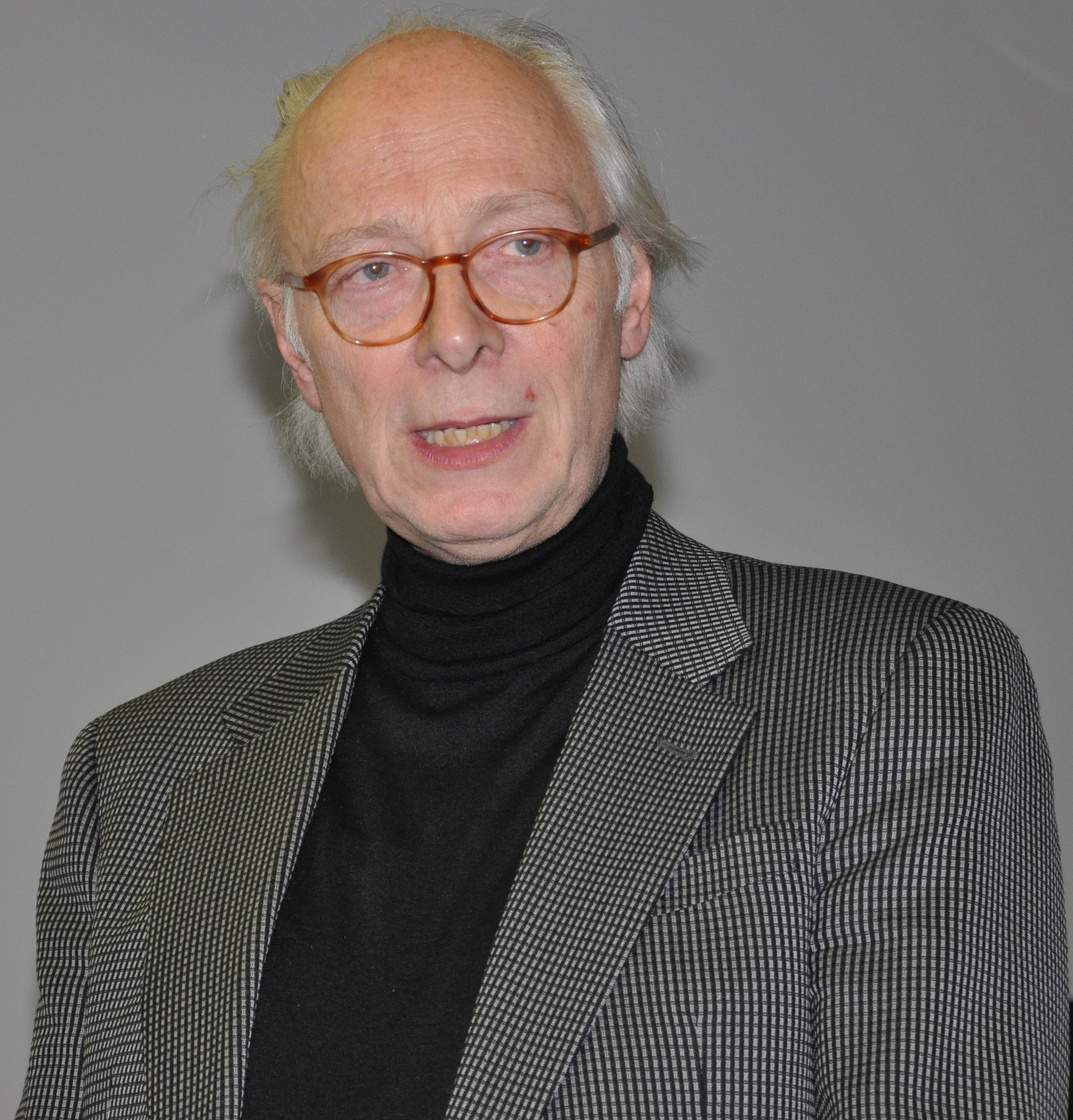
Benito Casagrande.

Benito Guglielmi Giovanni Casagrande, född 6 juni 1942 i Åbo, är en finländsk arkitekt.
Casagrande var under 1960-talet vid Aarne Ervis och Aarno Ruusuvuoris arkitektbyråer och var 1969–1992 innehavare av en egen arkitektbyrå i Åbo. Han utarbetade bland annat saneringsplanerna för Gamla Stortorget (1970) och Hansakvarteret vid Salutorget, som byggdes om i mitten av 1980-talet. Av hans övriga verk kan nämnas DataCity (1989) och BioCity (1992) i Åbo Science Park i Kuppis. Han blev italiensk konsul i Åbo 1985.

## Utmärkelser
- Riddare av Malteserorden av magistral nåd,  1990[1]
- Kommendör av Italienska republikens förtjänstorden,  2 juni 1993[2]
- Riddartecknet av I klass av Finlands Lejons orden,  6 december 2000[3]

[Redigera Wikidata]